# Tour de Vendée 2014
La 43e édition du Tour de Vendée a eu lieu le 5 octobre 2014. C'est la seizième et dernière épreuve de la Coupe de France de cyclisme sur route 2014. La course fait partie du calendrier UCI Europe Tour 2014 en catégorie 1.1.

## Présentation

### Équipes
Classé en catégorie 1.1 de l'UCI Europe Tour, le Tour de Vendée est par conséquent ouvert aux UCI ProTeams dans la limite de 50 % des équipes participantes, aux équipes continentales professionnelles, aux équipes continentales et aux équipes nationales.
Seize équipes participent à ce Tour de Vendée - trois ProTeams, cinq équipes continentales professionnelles et huit équipes continentales :
| UCI ProTeams     | UCI ProTeams | UCI ProTeams |
| Nom de l'équipe  | Pays         | Code         |
| ---------------- | ------------ | ------------ |
| AG2R La Mondiale | France       | ALM          |
| Europcar         | France       | EUC          |
| FDJ.fr           | France       | FDJ          |

| Équipes continentales professionnelles | Équipes continentales professionnelles | Équipes continentales professionnelles |
| Nom de l'équipe                        | Pays                                   | Code                                   |
| -------------------------------------- | -------------------------------------- | -------------------------------------- |
| Bretagne-Séché Environnement           | France                                 | BSE                                    |
| Caja Rural-Seguros RGA                 | Espagne                                | CJR                                    |
| Cofidis                                | France                                 | COF                                    |
| Topsport Vlaanderen-Baloise            | Belgique                               | TSV                                    |
| Wanty-Groupe Gobert                    | Belgique                               | WGG                                    |

| Équipes continentales   | Équipes continentales | Équipes continentales |
| Nom de l'équipe         | Pays                  | Code                  |
| ----------------------- | --------------------- | --------------------- |
| Amore & Vita-Selle SMP  | Ukraine               | AMO                   |
| BigMat-Auber 93         | France                | BIG                   |
| Differdange-Losch       | Luxembourg            | CCD                   |
| Josan-To Win            | Belgique              | JTW                   |
| La Pomme Marseille 13   | France                | LPM                   |
| MG Kvis-Wilier          | Italie                | MGK                   |
| Roubaix Lille Métropole | France                | RLM                   |
| Vorarlberg              | Autriche              | VBG                   |

## Classement final
|    | Coureur            | Pays        | Équipe                       |    | Temps           |
| -- | ------------------ | ----------- | ---------------------------- | -- | --------------- |
| 1  | Armindo Fonseca    | France      | Bretagne-Séché Environnement | en | 4 h 42 min 50 s |
| 2  | Olivier Le Gac     | France      | FDJ.fr                       | +  | 2 s             |
| 3  | Thomas Voeckler    | France      | Europcar                     |    | 3 s             |
| 4  | Marco Minnaard     | Pays-Bas    | Wanty-Groupe Gobert          |    | 3 s             |
| 5  | Laurent Pichon     | France      | FDJ.fr                       |    | 3 s             |
| 6  | Jérôme Baugnies    | Belgique    | Wanty-Groupe Gobert          |    | 3 s             |
| 7  | Matthieu Ladagnous | France      | FDJ.fr                       |    | 3 s             |
| 8  | Yauheni Hutarovich | Biélorussie | AG2R La Mondiale             |    | 3 s             |
| 9  | Julien Simon       | France      | Cofidis                      |    | 3 s             |
| 10 | Tony Hurel         | France      | Europcar                     |    | 3 s             |

## Liste des participants
- Liste de départ complète

| Légende | Légende                                                                    | Légende | Légende                                                    |
| ------- | -------------------------------------------------------------------------- | ------- | ---------------------------------------------------------- |
| Num     | Dossard de départ porté par le coureur sur ce Tour de Vendée               | Pos     | Position à l'arrivée de la course                          |
|         | Indique un maillot de champion national ou mondial, suivi de sa spécialité | NP      | Indique un coureur qui n'a pas pris le départ de la course |
| AB      | Indique un coureur qui n'a pas terminé la course                           | HD      | Indique un coureur qui a terminé la course hors des délais |

| FDJ.fr FDJ | FDJ.fr FDJ               | FDJ.fr FDJ |
| ---------- | ------------------------ | ---------- |
| Num        | Coureur                  | Pos        |
| 1          | Pierrick Fédrigo (FRA)   | 49e        |
| 2          | Anthony Geslin (FRA)     | 56e        |
| 3          | Matthieu Ladagnous (FRA) | 7e         |
| 4          | Johan Le Bon (FRA)       | AB         |
| 5          | Olivier Le Gac (FRA)     | 2e         |
| 6          | Guillaume Martin (FRA)   | 28e        |
| 7          | Lorrenzo Manzin (FRA)    | 60e        |
| 8          | Laurent Pichon (FRA)     | 5e         |

| AG2R La Mondiale ALM | AG2R La Mondiale ALM             | AG2R La Mondiale ALM |
| -------------------- | -------------------------------- | -------------------- |
| Num                  | Coureur                          | Pos                  |
| 11                   | Christophe Riblon (FRA)          | AB                   |
| 12                   | Hugo Houle (CAN)                 | 55e                  |
| 13                   | Damien Gaudin (FRA)              | 75e                  |
| 14                   | Gediminas Bagdonas (LTU)         | 39e                  |
| 15                   | Yauheni Hutarovich (BLR) (Route) | 8e                   |
| 16                   | Nico Denz (GER)                  | AB                   |
| 17                   | Jimmy Raibaud (FRA)              | 65e                  |
| 18                   | Sébastien Turgot (FRA)           | 64e                  |

| BigMat-Auber 93 BIG | BigMat-Auber 93 BIG     | BigMat-Auber 93 BIG |
| ------------------- | ----------------------- | ------------------- |
| Num                 | Coureur                 | Pos                 |
| 21                  | Frédéric Brun (FRA)     | 71e                 |
| 22                  | Yannis Yssaad (FRA)     | AB                  |
| 23                  | Alo Jakin (EST) (Route) | 58e                 |
| 24                  | Pierre Gouault (FRA)    | 53e                 |
| 25                  | Maxime Renault (FRA)    | 13e                 |
| 26                  | Stéphane Rossetto (FRA) | 46e                 |
| 27                  | Steven Tronet (FRA)     | AB                  |
| 28                  | Théo Vimpère (FRA)      | 52e                 |

| Topsport Vlaanderen-Baloise TSV | Topsport Vlaanderen-Baloise TSV | Topsport Vlaanderen-Baloise TSV |
| ------------------------------- | ------------------------------- | ------------------------------- |
| Num                             | Coureur                         | Pos                             |
| 31                              | Zico Waeytens (BEL)             | AB                              |
| 32                              | Arthur Vanoverberghe (BEL)      | AB                              |
| 33                              | Victor Campenaerts (BEL)        | 21e                             |
| 34                              | Stijn Steels (BEL)              | AB                              |
| 35                              | Preben Van Hecke (BEL)          | 20e                             |
| 36                              | Eliot Lietaer (BEL)             | 17e                             |
| 37                              | Moreno De Pauw (BEL)            | AB                              |
| 38                              | Sander Helven (BEL)             | AB                              |

| Europcar EUC | Europcar EUC              | Europcar EUC |
| ------------ | ------------------------- | ------------ |
| Num          | Coureur                   | Pos          |
| 41           | Giovanni Bernaudeau (FRA) | 25e          |
| 42           | Bryan Nauleau (FRA)       | 67e          |
| 43           | Jimmy Engoulvent (FRA)    | 62e          |
| 44           | Yohann Gène (FRA)         | 57e          |
| 45           | Yukiya Arashiro (JPN)     | 45e          |
| 46           | Tony Hurel (FRA)          | 10e          |
| 47           | Alexandre Pichot (FRA)    | 63e          |
| 48           | Thomas Voeckler (FRA)     | 3e           |

| Wanty-Groupe Gobert WGG | Wanty-Groupe Gobert WGG  | Wanty-Groupe Gobert WGG |
| ----------------------- | ------------------------ | ----------------------- |
| Num                     | Coureur                  | Pos                     |
| 51                      | Michel Kreder (NED)      | 15e                     |
| 52                      | Frederik Backaert (BEL)  | 16e                     |
| 53                      | Jérôme Baugnies (BEL)    | 6e                      |
| 54                      | Francis De Greef (BEL)   | 24e                     |
| 55                      | Lander Seynaeve (BEL)    | AB                      |
| 56                      | Frederik Veuchelen (BEL) | 61e                     |
| 57                      | Marco Minnaard (NED)     | 4e                      |
| 58                      | Kevin Seeldraeyers (BEL) | 40e                     |

| Cofidis COF | Cofidis COF              | Cofidis COF |
| ----------- | ------------------------ | ----------- |
| Num         | Coureur                  | Pos         |
| 61          | Nicolas Edet (FRA)       | AB          |
| 62          | Romain Hardy (FRA)       | 74e         |
| 63          | Romain Lemarchand (FRA)  | 72e         |
| 64          | Cyril Lemoine (FRA)      | 73e         |
| 65          | Guillaume Levarlet (FRA) | 31e         |
| 66          |                          |             |
| 67          | Julien Simon (FRA)       | 9e          |
| 68          | Loïc Chetout (FRA)       | AB          |

| Bretagne-Séché Environnement BSE | Bretagne-Séché Environnement BSE | Bretagne-Séché Environnement BSE |
| -------------------------------- | -------------------------------- | -------------------------------- |
| Num                              | Coureur                          | Pos                              |
| 71                               | Florian Guillou (FRA)            | 43e                              |
| 72                               | Armindo Fonseca (FRA)            | 1er                              |
| 73                               | Anthony Delaplace (FRA)          | 36e                              |
| 74                               | Arnaud Gérard (FRA)              | 42e                              |
| 75                               | Jean-Marc Bideau (FRA)           | 50e                              |
| 76                               | Clément Koretzky (FRA)           | 14e                              |
| 77                               | Kévin Ledanois (FRA)             | 51e                              |
| 78                               | Florian Vachon (FRA)             | 41e                              |

| Caja Rural-Seguros RGA CJR | Caja Rural-Seguros RGA CJR | Caja Rural-Seguros RGA CJR |
| -------------------------- | -------------------------- | -------------------------- |
| Num                        | Coureur                    | Pos                        |
| 81                         | Javier Aramendia (ESP)     | 26e                        |
| 82                         | Heiner Parra (COL)         | AB                         |
| 83                         | Arnau Solé (ESP)           | 70e                        |
| 84                         | Fernando Grijalba (ESP)    | 22e                        |
| 85                         | Fabricio Ferrari (URU)     | 48e                        |
| 86                         | Marcos García (ESP)        | 32e                        |
| 87                         | Miguel Ángel Benito (ESP)  | AB                         |
| 88                         | Jesús Alberto Rubio (ESP)  | AB                         |

| Amore & Vita-Selle SMP AMO | Amore & Vita-Selle SMP AMO  | Amore & Vita-Selle SMP AMO |
| -------------------------- | --------------------------- | -------------------------- |
| Num                        | Coureur                     | Pos                        |
| 91                         | James Piccoli (CAN)         | AB                         |
| 92                         | Viesturs Lukševics (ITA)    | 33e                        |
| 93                         | Mattia Gavazzi (ITA)        | AB                         |
| 94                         | Mihkel Räim (EST)           | AB                         |
| 95                         |                             |                            |
| 96                         |                             |                            |
| 97                         | Kanstantin Klimiankou (BLR) | AB                         |
| 98                         | Antonio Di Battista (ITA)   | AB                         |

| Vorarlberg VBG | Vorarlberg VBG           | Vorarlberg VBG |
| -------------- | ------------------------ | -------------- |
| Num            | Coureur                  | Pos            |
| 101            | Nicolas Baldo (FRA)      | 44e            |
| 102            | Andreas Hofer (AUT)      | AB             |
| 103            | Reinier Honig (NED)      | 68e            |
| 104            | Patrick Jäger (AUT)      | AB             |
| 105            | Grischa Janorschke (GER) | AB             |
| 106            |                          |                |
| 107            | Adrien Chenaux (SUI)     | 35e            |
| 108            | Nicolas Winter (SUI)     | AB             |

| Differdange-Losch CCD | Differdange-Losch CCD  | Differdange-Losch CCD |
| --------------------- | ---------------------- | --------------------- |
| Num                   | Coureur                | Pos                   |
| 111                   | César Bihel (FRA)      | 47e                   |
| 112                   | Boris Carène (FRA)     | 29e                   |
| 113                   |                        |                       |
| 114                   | Jānis Dakteris (LAT)   | 12e                   |
| 115                   |                        |                       |
| 116                   | Joaquín Sobrino (ESP)  | AB                    |
| 117                   | Gediminas Kaupas (LTU) | AB                    |
| 118                   |                        |                       |

| MG Kvis-Wilier MGK | MG Kvis-Wilier MGK           | MG Kvis-Wilier MGK |
| ------------------ | ---------------------------- | ------------------ |
| Num                | Coureur                      | Pos                |
| 121                | Lorenzo Rota (ITA)           | 38e                |
| 122                | Matteo Busato (ITA)          | 69e                |
| 123                | Liam Bertazzo (ITA)          | 19e                |
| 124                | Christian Delle Stelle (ITA) | AB                 |
| 125                | Ricardo Creel (USA)          | AB                 |
| 126                |                              |                    |
| 127                | Mattia Frapporti (ITA)       | AB                 |
| 128                | Rino Gasparrini (ITA)        | AB                 |

| Josan-To Win JTW | Josan-To Win JTW            | Josan-To Win JTW |
| ---------------- | --------------------------- | ---------------- |
| Num              | Coureur                     | Pos              |
| 131              | Julien Van den Brande (BEL) | AB               |
| 132              | Dries De Bondt (BEL)        | AB               |
| 133              | Niels De Rooze (BEL)        | AB               |
| 134              | Dirk Finders (GER)          | 27e              |
| 135              | Angelo De Clercq (BEL)      | AB               |
| 136              | Vincent De Boeck (BEL)      | 54e              |
| 137              |                             |                  |
| 138              | Benjamin Verraes (BEL)      | AB               |

| La Pomme Marseille 13 LPM | La Pomme Marseille 13 LPM  | La Pomme Marseille 13 LPM |
| ------------------------- | -------------------------- | ------------------------- |
| Num                       | Coureur                    | Pos                       |
| 141                       | Benjamin Giraud (FRA)      | AB                        |
| 142                       | Julien El Fares (FRA)      | 30e                       |
| 143                       | José Gonçalves (POR)       | 59e                       |
| 144                       | Justin Jules (FRA)         | AB                        |
| 145                       | Thomas Vaubourzeix (FRA)   | AB                        |
| 146                       | Clément Saint-Martin (FRA) | 37e                       |
| 147                       | Evaldas Šiškevičius (LTU)  | 11e                       |
| 148                       | Yoann Paillot (FRA)        | 34e                       |

| Roubaix Lille Métropole RLM | Roubaix Lille Métropole RLM | Roubaix Lille Métropole RLM |
| --------------------------- | --------------------------- | --------------------------- |
| Num                         | Coureur                     | Pos                         |
| 151                         | Rudy Barbier (FRA)          | 18e                         |
| 152                         | Julien Duval (FRA)          | 66e                         |
| 153                         | Quentin Jauregui (FRA)      | AB                          |
| 154                         | Rudy Kowalski (FRA)         | AB                          |
| 155                         | Jérémy Leveau (FRA)         | 23e                         |
| 156                         |                             |                             |
| 157                         |                             |                             |
| 158                         |                             |                             |